# Trichomasthus cyanifrons
Trichomasthus cyanifrons är en stekelart som först beskrevs av Johan Wilhelm Dalman 1820.  Trichomasthus cyanifrons ingår i släktet Trichomasthus och familjen sköldlussteklar. Arten är reproducerande i Sverige. Inga underarter finns listade i Catalogue of Life.